# Theodor Busse

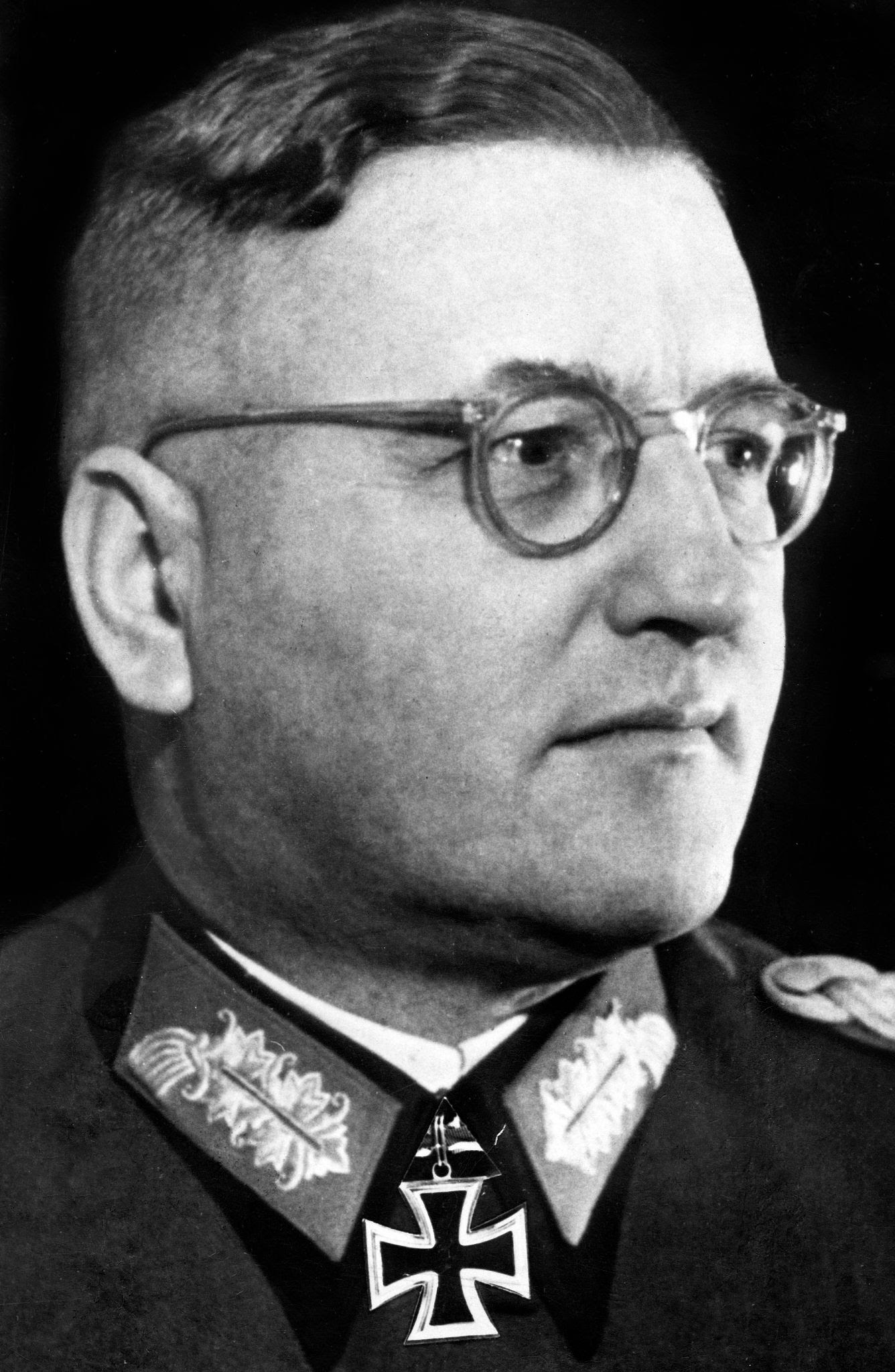
Theodor Busse

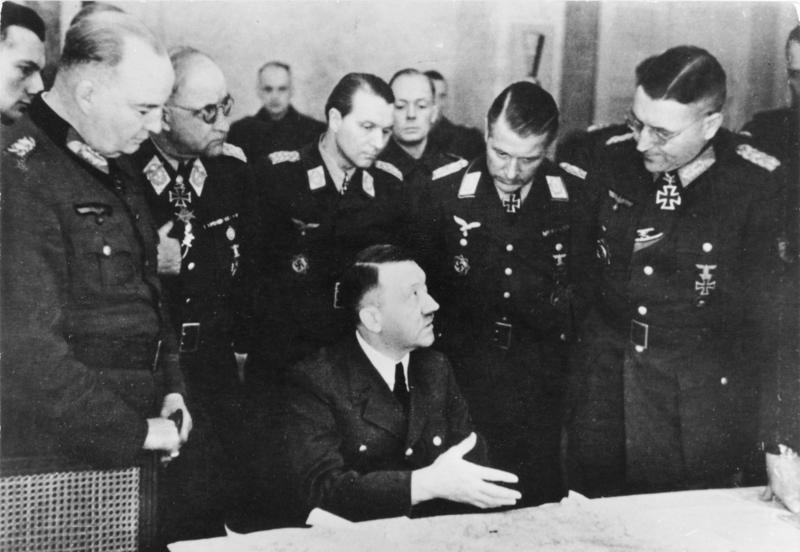
Busse als Oberbefehlshaber der 9. Armee (1. von rechts) bei einer Lagebesprechung mit Hitler

Theodor Busse (* 15. Dezember 1897 in Frankfurt (Oder); † 21. Oktober 1986 in Wallerstein) war ein deutscher General der Infanterie im Zweiten Weltkrieg.

## Leben
Busses Vater August Ernst Karl Busse war Vizefeldwebel im Leib-Grenadier-Regiment „König Friedrich Wilhelm III.“ (1. Brandenburgisches) Nr. 8. Theodor Busse trat 1915 als Offiziersanwärter in das Grenadier-Regiment „Prinz Carl von Preußen“ (2. Brandenburgisches) Nr. 12 der Preußischen Armee ein. Er nahm am Ersten Weltkrieg teil und wurde für seine Leistungen mit beiden Klassen des Eisernen Kreuzes, dem Ritterkreuz des Königlichen Hausordens von Hohenzollern mit Schwertern sowie dem Verwundetenabzeichen in Schwarz ausgezeichnet. Nach Kriegsende als Leutnant in die Reichswehr übernommen, war er bei Hitlers „Machtergreifung“ 1933 Oberleutnant und avancierte bis Kriegsbeginn 1939 zum Oberstleutnant im Generalstab des Heeres. Busses jüngerer Bruder war der Major und Kriegspfarrer Alfred Heinrich Busse.
Im Oktober 1940 wurde Busse Erster Generalstabsoffizier (Ia) der 11. Armee, die 1941 unter das Kommando von Erich von Manstein kam. Im Frühjahr 1943 war er zum Chef des Generalstabes der Heeresgruppe Süd und im März 1943 zum Generalmajor ernannt worden. Nur sechs Monate später erfolgte die Beförderung zum Generalleutnant.
Im Spätsommer 1944 erhielt Busse zunächst das Kommando über die 121. Infanterie-Division und wurde vier Wochen später zum Kommandierenden General des I. Armeekorps ernannt. Die Beförderung zum General der Infanterie erfolgte am 9. November 1944. Nach dem sowjetischen Durchbruch bei Baranów Sandomierski wurde er im Januar 1945 zum Oberbefehlshaber der 9. Armee ernannt, die er während der Oder-Neiße-Schlacht und dem Kampf um Berlin befehligte.
Am 24. April 1945 wurden Busse und ungefähr 200.000 deutsche Soldaten von der Roten Armee im Kessel von Halbe eingeschlossen. Obwohl man ihm die Kapitulation angeboten hatte, befahl Busse seinen letzten gepanzerten Truppen, den rettenden Weg nach Westen freizukämpfen. Über Massow, Kummersdorf, Märtensmühle, Hennickendorf, Dobbrikow, Rieben und Beelitz-Schönefeld erreichten am Vormittag des 1. Mai diese Einheiten mit Busse und seinem Stab südlich von Beelitz die 12. Armee. Walther Wenck war ihm hierzu mit seiner Armee aus Westen entgegengekommen, um den Divisionen der 9. Armee zu ermöglichen, sich in US-amerikanische Gefangenschaft zu begeben. Etwa 30.000 deutsche Soldaten und etwa 10.000 Zivilisten  kamen ums Leben, ferner gingen 120.000 deutsche Soldaten in Kriegsgefangenschaft. Die Verluste der Roten Armee betrugen 20.000 Tote.  Busse selbst setzte sich ab.
Im Juli 1945 wurde er dennoch von den US-Amerikanern gefasst und bis 1947 unter anderem im alliierten Strafgefängnis in Landsberg am Lech inhaftiert.

### Nachkriegszeit
Busse war nach der Gefangenschaft in leitenden Funktionen der Zivilverteidigung bzw. des Zivilschutzes tätig, veröffentlichte mehrere militärhistorische Werke und war Beteiligter der Himmeroder Denkschrift zur Gründung der Bundeswehr und Wiederbewaffnung der Bundesrepublik Deutschland. Busse wirkte im Bundesinnenministerium (BMI) als Leiter vom Organisationsstab VII bei der Erarbeitung der Notstandsgesetze mit, wobei er wichtige Eckpunkte bei der zivil-militärischen Zusammenarbeit für den Kriegs- und Krisenfall entwarf. Er legte mit seiner Arbeit im BMI die Grundlage für den Bau des Regierungsbunkers im Ahrtal. Noch vor dessen Fertigstellung im Ostteil ging Busse in Pension. Sein Beratervertrag mit dem BMI lief aus. Und doch wurde er auf persönlichen Wunsch des Bundesinnenministers kurze Zeit später für eine Funktion an entscheidender Stelle reaktiviert: Bei der ersten NATO-Übung „Fallex 66“ im Regierungsbunker 1966 übernahm er die Gesamtleitung auf deutscher Seite.
Busse verband eine tiefe Freundschaft mit Walther Wenck und Erich von Manstein.

## Auszeichnungen
- Deutsches Kreuz in Gold am 24. Mai 1942[2]
- Ritterkreuz des Eisernen Kreuzes am 30. Januar 1944[2]
- Militärorden Michael der Tapfere 3. Klasse am 8. Mai 1942
- Mehrfache Erwähnung im Wehrmachtbericht
- Großes Verdienstkreuz des Verdienstordens der Bundesrepublik Deutschland mit Stern am 25. Januar 1966

## Schriften
- Kursk: The German View. (Kursk: Die deutsche Sicht) von Steven H. Newton. Erörterung und Militärische Analyse des Unternehmens Zitadelle (Die große Panzerschlacht bei Kursk) erarbeitet mit General Theodor Busse, welcher die Perspektiven von Panzerabteilungen, Infanterie und Luftwehrkommandos im Militärischen Zusammenspiel darstellt.